# Félix Navarro Serrano
Félix Navarro Serrano (Madrid, 1903- ?, 1985), va ser un polític espanyol d'ideologia comunista.

## Biografia
Membre del Partit Comunista d'Espanya (PCE), després de l'esclat de la Guerra civil es va unir a les milícies republicanes. Posteriorment va passar a formar part del comissariat polític de l'Exèrcit Popular de la República. Al llarg de la contesa va ser comissari de la 10a Brigada Mixta, així com de les divisions 41a i 47a.
Després del final de la contesa es va exiliar a la Unió Soviètica. Durant la Segona Guerra Mundial va lluitar en una unitat de guerrillers soviètics.